# Wolf Dogs Nagoya
Wolf Dogs Nagoya (jap. ウルフドッグス名古屋) – japoński męski klub siatkarski z siedzibą w Inazawie. Został założony w 1961 roku. Do 2019 roku klub nosił nazwę Toyoda Gosei Trefuerza.

## Sukcesy
Turniej Kurowashiki:
- 2023[2]
- 2007

Mistrzostwo Japonii:
- 2016, 2023[3]
- 2017, 2018, 2022[4]
- 2015, 2021

Puchar Cesarza:
- 2015, 2021[5]

Klubowe Mistrzostwa Azji:
- 2017
- 2016

## Obcokrajowcy w drużynie
| Lata gry  | Imię i nazwisko            | Pozycja     |
| --------- | -------------------------- | ----------- |
| 2001-2002 | Max Pereira                | atakujący   |
| 2005-2006 | Tuomas Sammelvuo           | przyjmujący |
| 2006-2008 | Fabiano de Mendonça Bittar | atakujący   |
| 2009-2011 | Anđelko Ćuk                | atakujący   |
| 2011-2014 | Leonardo Mello             | atakujący   |
| 2014      | Ernardo Gómez              | atakujący   |
| 2014-2019 | Igor Omrčen                | atakujący   |
| 2018      | Fredric Gustavsson         | atakujący   |
| 2019-2020 | Mitja Gasparini            | atakujący   |
| 2020-2024 | Bartosz Kurek              | atakujący   |
| 2024-2025 | Tine Urnaut                | przyjmujący |
| 2024-2025 | Nimir Abdel-Aziz           | atakujący   |
| 2025-     | Aymen Bouguerra            | przyjmujący |
| 2025-     | Timothée Carle             | przyjmujący |
| 2025-     | Norbert Huber              | środkowy    |